# Апостолос Хрістоу
Апостолос Хрістоу (1 листопада 1996) — грецький плавець.
Призер юнацьких Олімпійських Ігор 2014 року, учасник Ігор 2016 року.
Призер Чемпіонату Європи з водних видів спорту 2016, 2018, 2020 років.
Чемпіон світу з плавання серед юніорів 2013 року.